# بی‌ان‌وای ملون سنتر پیتسبرگ
بی‌ان‌وای ملون سنتر پیتسبرگ، (به انگلیسی: BNY Mellon Center Pittsburgh) آسمان‌خراش ۵۵ طبقه به ارتفاع ۲۲۰ متر و مساحت زیربنای آن ۱٬۷۰۰٬۰۰۰ فوت مربع (۱۶۰٬۰۰۰ متر مربع)، با کاربری اداری-تجاری است، که در شهر پیتسبرگ، پنسیلوانیا، ایالات متحده آمریکا مستقر می‌باشد. پروژه ساخت این ساختمان در سال ۱۹۸۰ آغاز شد و در سال ۱۹۸۳ تکمیل و افتتاح گردید. معمار این بنا ولتون بکت است که این بنا را به سبک معماری مدرن طراحی کرده‌است.